# Spieltechnik der Harfe
Dieser Artikel gibt einen Überblick über die Spieltechniken auf der Konzert- oder Doppelpedalharfe.
Durch die Erfindung der Doppelpedalmechanik durch Sébastien Érard im Jahr 1811 veränderte sich die Spieltechnik der Harfe grundlegend und konnte dadurch erst den Ansprüchen der Musik der Romantik genügen. 1921 veröffentlichte der Harfenist, Komponist und Musikpädagoge Carlos Salzedo das Buch Modern Study Of The Harp, in dem er viele Spieltechniken – teilweise eigene Kreationen – beschrieb. Diese Veröffentlichung war die Grundlage für die heutige Spieltechnik, auch wenn viele Techniken und Notationen nicht mehr gebräuchlich sind.

## Körper- und Handhaltung
Die Konzertharfe wird im Sitzen gespielt. Dabei wird die Sitzhöhe der Körpergröße angepasst, so dass die Stimmwirbel am tiefsten Punkt des Halses des Instrumentes etwa auf Augenhöhe stehen. Die Harfe wird leicht auf den Spieler zu gekippt und mit der rechten Schulter und dem rechten Knie abgestützt. Die Füße stehen, mit oder ohne Bodenkontakt der Ferse, auf den Pedalen. Die rechte Hand spielt in der Regel in den höheren Lagen und liegt auf dem Resonanzkörper auf, während die linke die Basssaiten zupft und frei vor den Saiten schwebt.
Die Harfe wird mit den ersten vier Fingern jeder Hand gespielt, der kleine Finger kommt generell nicht zum Einsatz (mit der Ausnahme des 5-stimmigen Glissandos). Die Saiten werden mit den Fingerkuppen, nicht mit den Nägeln wie bei der Gitarre, gezupft. Beim Einsetzen der Finger auf die Saiten zeigt der Daumen nach oben und die restlichen Finger nach unten. Handrücken und Unterarm bilden dabei eine Linie. Beim Abspielen fallen die Finger in die Hand und bilden eine Faust, der Daumen fällt auf das dritte Glied des Zeigefingers.

## Spieltechnik

### Grundsätzliches
Man notiert die Harfenstimme, wie sie klingen soll, also nicht transponierend. Man verwendet zwei Notensysteme und verbindet diese mit einer Akkolade. Wie beim Klavier gilt in der Regel jedes System für eine Hand, das untere (meist im Bassschlüssel) für die linke, das obere (meist im Violinschlüssel) für die rechte.
Entsprechend der diatonischen Stimmung sind für jede Oktave sieben Saiten vorgesehen. Der Tonumfang reicht vom Kontra-C oder -D bis zum g’’’’. Die Namen der Saiten entsprechen den weißen Tasten des Klaviers, in der Grundstellung werden alle Saiten jedoch einen Halbton tiefer, also in Ces-Dur, gestimmt. Mit jedem Pedal kann man alle gleichnamigen Saiten gleichzeitig um einen oder zwei Halbtöne höher stimmen.
Einige Saiten sind als Orientierungshilfe farblich gekennzeichnet: alle C-Saiten rot, alle F-Saiten blau oder schwarz.
Die Saiten bestehen aus verschiedenen Materialien. Die meisten aus Darm, der mit einer Kunststoffschicht ummantelt ist; die Basssaiten von der G-Saite abwärts sind aus Stahl. Für die höchsten Töne verwenden manche Harfenisten Nylonsaiten, weil diese weniger leicht reißen.

### Pedale

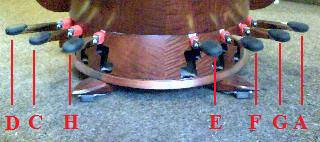
Anordnung der Pedale bei einer Pedalharfe

Gabel-, Pedalstellungen und Tonarten der Doppelpedalharfe

Die Grundstimmung der Harfe ist Ces-Dur, obwohl sie nicht transponiert. Mit Hilfe der Pedalmechanik kann jeder Ton zweimal erhöht werden. Es können also alle Tonarten von Ces-Dur (As-Moll) bis Cis-Dur (natürliches Ais-Moll) gespielt werden (siehe dazu auch den Artikel Quintenzirkel). Die Anordnung der Pedale von links nach rechts lautet D-C-H--E-F-G-A. Die drei Pedale auf der linken Seite werden mit dem linken Fuß bedient, die vier rechten mit rechts, allerdings kann in Ausnahmen auch das E-Pedal mit links oder das H-Pedal mit rechts getreten werden. Es können maximal zwei Pedale auf einmal getreten werden, das Umstellen von der ♭-Stellung direkt zur ♯-Stellung ist dabei kein Problem, umgekehrt ist es jedoch etwas schwieriger. Die beiden tiefsten Saiten der Harfe (Kontra-C und -D) können nicht über die Pedalmechanik erhöht werden. Es besteht aber die Möglichkeit, die Saiten vor jedem Stück über die Stimmwirbel umzustimmen. Die Tonhöhe der höchsten Saite (g’’’’) kann nur bei Modellen mancher Hersteller (Zum Beispiel Lyon & Healy oder Venus) mit den Pedalen verändert werden.
Die Änderung der Pedale wird in der Regel zwischen den beiden Systemen notiert. Jede Änderung der Pedalstellung muss in den Noten vermerkt werden. Notiert wird die Zielstellung des Pedals, also z. B. F♯, H♭ oder G♮, an der Stelle, wo das Pedal auch tatsächlich getreten wird. Wird ein Pedal getreten und kurze Zeit später wieder in die ursprüngliche Position zurückgestellt, so kann dies mit einem Strich zwischen den Pedalanweisungen verdeutlicht werden (Zum Beispiel: F♯ – ♮). Dies hat den Vorteil, dass der Spieler den Fuß auf dem Pedal lassen kann und das Pedal nicht ein zweites Mal ausgeschrieben werden muss. Diese Notation wird auch benutzt, wenn ein Pedal von einer ♭-Stellung direkt zu einer ♯-Stellung getreten werden soll, oder umgekehrt.
Sollen zwei Pedale gleichzeitig getreten werden, so ist dies nur möglich, wenn jeder Fuß ein Pedal treten kann. Notiert werden die Pedale übereinander, das Pedal, das mit dem rechten Fuß getreten wird, steht oben (also näher am System der rechten Hand). Pedale, die mit dem gleichen Fuß getreten werden, werden der Übersicht halber nicht übereinander, sondern nacheinander notiert.
In manchen Ländern, vor allem aber in Frankreich, werden die Tonsilben zur Pedalkennzeichnung benutzt. Es wird statt E♭ also Mi♭ notiert. In englischsprachiger Literatur wird statt „H“ auch bei der Pedalbezeichnung logischerweise „B“ geschrieben (also auch B♭ statt H♭).

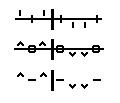
Verschiedene Notationen von Salzedo-Zeichen

Zusätzlich zu diesen Kennzeichnungen werden auch sog. Salzedo-Zeichen verwendet. Salzedo-Zeichen sind schematische Darstellungen der aktuellen Pedalstellung und werden in verschiedenen Situationen benutzt:
- Am Anfang eines Stückes
- Nach langer Pause, zum Beispiel in einem Orchesterwerk[3]
- An beliebiger Stelle zur Orientierung des Spielers beim Üben
- Am Beginn eines neuen Abschnitts
- An einer markanten Stelle eines Stückes, zum Beispiel in einem Orchesterwerk, an der beim Proben oft begonnen wird
- Zur Festlegung der Töne eines Glissandos

Es gibt verschiedene Möglichkeiten, Salzedo-Zeichen darzustellen. Gemeinsam ist allen Versionen der Grundaufbau: Von links nach rechts werden auf einer Linie zuerst die Pedale auf der linken Seite notiert, dann folgt ein vertikaler Strich zur Abtrennung, danach werden die Pedale der rechten Seite notiert. Die neutrale Stellung (♮) wird entweder mit einem vertikalen Strich (|), einem horizontalen Strich (-) oder mit einem Kreis (o) notiert. Die ♭- und ♯-Stellung wird entweder mit einem nach oben oder unten versetzten, vertikalen Strich oder mit einem nach oben oder unten offenen Dreieck (v,^) notiert. In Notensatzprogrammen findet sich meistens die Version mit vertikalen Strichen.
Viele Notensatzprogramme verwenden automatisch Pedalbezeichnungen und Salzedo-Zeichen. Sie folgen jedoch selten den oben genannten Standardregeln und wählen nicht immer die günstigste Variante. Vor allem Vereinfachungen durch enharmonische Verwechslungen können von diesen Programmen nicht umgesetzt werden.

### Fingersätze
Die Fingersätze orientieren sich an den Intervallen, also an der Größe der Griffe. Sekunde, Terz und Quarte werden mit Daumen (im Fingersatz mit 1 bezeichnet) und Zeigefinger (2) gegriffen, Quinte und Sexte mit Daumen und Mittelfinger (3) und alle größeren Griffe mit Daumen und Ringfinger (4). Der höhere Ton wird anders als beim Klavier auch in der rechten Hand mit dem Daumen gespielt. Bei Akkorden mit mehr als zwei Tönen entscheidet letztendlich, wie bequem der Griff ist. Beim Akkord c-g-e’ wählt man zum Beispiel den Zeigefinger für das g, obwohl zwischen 1. und 2. Ton von oben eine Sexte liegt. Die maximale Größe, bei der ein Griff noch spielbar ist, hängt stark von der Größe der Hand ab. Sie sollte aber nicht größer als eine Duodezime sein.

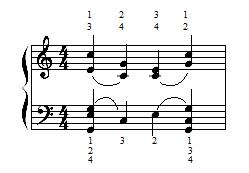
Verschiedene Kreuzgriffe

Einzelne Töne werden mit dem Zeigefinger gespielt. Dies ermöglicht die maximale Kontrolle über Kraft und Klang.
Tonleitern und Arpeggien werden unabhängig von den Intervallen mit aufeinanderfolgenden Fingern gespielt, zum Beispiel wird die Tonfolge C-D-E-F mit dem Fingersatz 4-3-2-1 gespielt. Bei weniger als vier Tönen wird fast immer der Daumen mit einbezogen (3-2-1).
Unter „Kreuzgriffen“ versteht man Griffe, bei denen Finger eingesetzt, aber noch nicht direkt abgespielt werden. Nicht alle Finger, die auf den Saiten bleiben bzw. die abgespielt werden, liegen dabei nebeneinander (sie sind also über Kreuz). Bei vier eingesetzten Fingern gibt es also viele Möglichkeiten: 4/3 werden zuerst abgespielt, danach 2/1; 4/2 zuerst, danach 3/1, aber auch 3 zuerst, danach 4/2/1 usw. Auch bei drei eingesetzten Fingern ergeben sich Möglichkeiten, allerdings werden diese Griffe in der Regel nicht als Kreuzgriffe bezeichnet, da sie keine hohe Schwierigkeit darstellen.
Werden zwei nebeneinanderliegende Saiten unmittelbar nacheinander mit demselben Finger gespielt, so spricht man vom „Schleifen“. Der Finger fällt nicht in die Hand, sondern auf die nächsthöhere oder -tiefere Saite. Schleifen ist mit jedem Finger möglich, am häufigsten wird diese Technik aber mit dem Daumen benutzt, wenn zum Beispiel fünf Töne nacheinander abwärts gespielt werden (also C-H-A-G-F mit dem Fingersatz 1-1-2-3-4).
Genau wie auf dem Klavier besteht bei der Harfe die Möglichkeit, unter- und überzusetzen. Untergesetzt wird mit dem 4., 3. oder 2. Finger, und zwar immer unter dem Daumen durch (im Gegensatz zum Klavier). Spielt man also eine Tonleiter aufwärts, die mehr als vier Töne beinhaltet, muss man untersetzen (zum Beispiel: C-D-E-F-G-A-H-C-D mit dem Fingersatz 4-3-2-1-4-3-2-1). Übergesetzt wird über den 2., 3. oder 4. Finger, allerdings nicht nur mit dem Daumen, sondern in seltenen Fällen auch mit dem 2. Finger. Spielt man also eine Tonleiter abwärts, die mehr als vier Töne beinhaltet, muss man übersetzen (zum Beispiel: D-C-H-A-G-F-E-D-C mit dem Fingersatz 1-2-3-4-1-2-3-4). Diese Regeln gelten auch für Arpeggien, allerdings nicht in jedem Tempo: Zu schnelles Über- und vor allem Untersetzen führt oft zu Unsauberkeiten und Nebengeräuschen.
Auch auf der Harfe kann man „übergreifen“, das bedeutet, dass entweder die linke Hand höhere Töne als die rechte spielt, oder die rechte Hand tiefere als die linke. Diese Möglichkeit wird oft dem Über- und Untersetzen, dem Kreuzgriff und dem Schleifen vorgezogen, oder dann benutzt, wenn Griffe zu groß sind.
Aus klanglichen Gründen wird der Daumen gelegentlich nicht benutzt. Die häufigsten Fälle sind: Eine Sekunde wird mit 3-2 statt 2-1 gespielt, eine Quinte oder Sexte mit 4-2 statt mit 3-1 oder drei Töne einer Tonleiter werden mit 4-3-2 statt 3-2-1 gespielt.
Bei manchen Spieltechniken wird jedoch von diesen Standardregeln abgewichen.

### Klangeffekte

#### Arpeggio
Das Arpeggio ist sehr charakteristisch für die Harfe. Daher kommt auch sein Name vom italienischen Wort arpa (=Harfe). Die Töne eines Akkords werden nicht miteinander gezupft, sondern in rascher Abfolge nacheinander gespielt. Somit wird der Klang des Akkords ausgedehnt. Viele Stücke enden mit einem auf diese Weise gespielten Akkord. Dadurch klingt der Schlussakkord weicher. Wenn das Arpeggio in einem Stück verwendet wird, dient es meistens als Verzierung. Es bringt Abwechslung zu den glatt gespielten Akkorden. Notiert wird das Arpeggio durch eine dem Akkord vorangestellte vertikale Wellenlinie (siehe auch das Notenbeispiel weiter unten bei "Enharmonische Verwechslung").

#### Flageolett

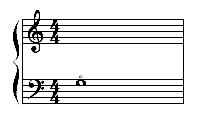
Notation eines Flageoletttons; es klingt g’

Auf der Harfe ist es möglich, auf vielen Saiten Flageoletttöne zu erzeugen. Theoretisch kann die Saite unbegrenzt verkürzt werden, in der Praxis werden jedoch nur Oktav-Flageoletts und sehr selten in moderner Literatur Quint- und Terz-Flageoletts verwendet. Dazu wird die Saite in der Mitte (für ein Oktav-Flageolett) entweder mit dem Daumenballen, der Handkante oder dem zweiten Glied des Zeigefingers abgedrückt und mit dem Daumen gezupft. Auch der Teil der Hand, mit dem die Saite abgedrückt wird, verlässt beim Abspielen die Saite. Drückt man die Saiten mit der Handkante ab, ist es auch möglich, mehrere Saiten als Flageolett zu spielen. Die Saiten sollten aber nicht weiter als eine Quinte auseinander liegen. Man kann auch eine oder mehrere Saiten als Flageolett spielen und eine andere normal, zum Beispiel C-c° oder C-a°-c°. Notiert wird meistens die Saite, die auch gezupft wird, da es sich fast immer um ein Oktav-Flageolett handelt, versehen mit einem kleinen Kreis über der Note. Für andere Notationen sollte eine Erklärung hinzugefügt werden (Salzedo notiert beispielsweise alle Flageoletttöne klingend). Flageoletttöne sind auf der Harfe nur Klangeffekte und nicht vergleichbar mit denen der Streichinstrumente. Das heißt, dass sie eine gewisse Vorbereitungszeit benötigen und nicht alle Saiten für Flageoletttöne geeignet sind: Sie sollten nur im Tonraum von F bis c’’’ verwendet werden.Flageoletttöneⓘ

#### Enharmonische Verwechslung

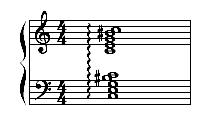
Hervorheben des Tones C durch enharmonische Verwechslung

Grundsätzlich besteht bei der Harfe die Möglichkeit, Töne enharmonisch verwechselt zu spielen. Das kann nötig sein, wenn Töne schnell aufeinander folgen, bei denen viele Pedalwechsel erforderlich sind. Sollen zum Beispiel nacheinander ein C-Dur und ein C♯-Dur Akkord gespielt werden, müsste man drei Pedale – nämlich C zu C♯, E zu E♯ und G zu G♯ – ändern. Spielt man statt C♯-Dur aber D♭-Dur, so kann man schon vorher ein D♭ und ein A♭ treten und braucht beim Spielen kein Pedal mehr zu wechseln.
Manche Komponisten nutzen die Möglichkeit, auf zwei Saiten gleichzeitig denselben Ton zu spielen (zum Beispiel C und H♯). Durch den minimalen Tonhöhenunterschied entsteht ein schwebender, aber gleichzeitig vollerer Klang. Dieser Effekt kann auch benutzt werden, um Töne lauter zu machen oder in einem Akkord hervorzuheben. Enharmonische Verwechslungⓘ
Enharmonische Verwechslungen ermöglichen es, Tonrepetitionen auf den meisten Tönen zu spielen. Diese Technik ist in schnellen Tempi ohne enharmonische Verwechslung sehr schwer oder sogar unmöglich. Auch mit Verwechslung kann diese Figur – genau wie ein Triller – nicht sehr schnell gespielt werden und ist nicht mit Trillern und Tonrepetitionen auf anderen Instrumenten (zum Beispiel dem Klavier) zu vergleichen. Triller und Tonrepetitionen können mit einer oder mit zwei Händen abwechselnd gespielt werden.
Alle Töne, die durch einfache Erhöhung oder Erniedrigung zu verdoppeln sind, können auf der Harfe enharmonisch verwechselt werden. Nicht dazu zählen G, A und D, dazu zählen C/H♯, C♯/D♭, D♯/E♭, E/F♭, E♯/F, F♯/G♭, G♯/A♭, A♯/H♭ und H/C♭.

#### Près de la table

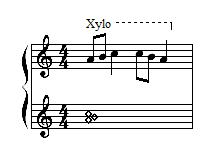
Xylo-Notation

Zupft man die Saiten nicht wie idealerweise in der Mitte, sondern unten am Resonanzkörper, so wird der Klang dumpfer und leiser. Er erinnert dann eher an eine Laute. In den Noten findet man meistens die Bezeichnungen près de la table (p.d.l.t) oder bas dans les cordes. Um möglichst tief in den Saiten spielen zu können, ist es besser, wenn man – wenn möglich – beim Fingersatz den Daumen nicht benutzt. Près de la tableⓘ

#### Xylo
Beim Xylo wird die Saite unten am Resonanzboden abgedrückt und dann mit der anderen Hand – meist der rechten – in der Mitte der Saite gezupft. Der Klang ist dadurch sehr dumpf und kurz, er erinnert – wie der Name sagt – an ein Xylophon. Bei dieser Spieltechnik kann auch der kleine Finger zum Abdrücken der Saite benutzt werden, der Daumen darf nur vorsichtig verwendet werden, da er die Tonhöhe zu sehr verändert. In den Noten ist zum Beispiel durch Stichnoten festgelegt, welche Saiten abgedrückt werden. Xyloⓘ

#### Pincé

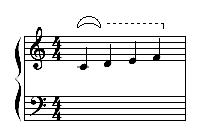
Diese Passage soll mit den Fingernägeln gespielt werden

Beim Pincé wird eine Saite zwischen Daumen und Zeigefinger genommen und dann gezupft. Es entsteht ein scharfer, heller Klang. Diese Technik ist nur bei einzelnen Tönen möglich. Die Erfindung des Pincé beansprucht der französische Harfenist und Komponist Bernard Andrès für sich. Pincéⓘ

#### Fingernägel
Man kann eine Saite nicht nur mit den Fingerkuppen, sondern auch mit dem Fingernagel zupfen. Auch hier entsteht ein scharfer Klang. Dargestellt wird dieser Effekt mit einem Fingernagel-Symbol (Halbmond-Symbol) in den Noten. Fingernägelⓘ

#### Klopfen
Es gibt zahlreiche Möglichkeiten, auf der Harfe zu klopfen. Man kann mit den Fingern, den Fingerspitzen, den Fingernägeln, den Knöcheln oder der Handfläche klopfen, außerdem klingt die Harfe an verschiedenen Stellen sehr unterschiedlich. Üblicherweise klopft man auf den Resonanzboden. Am besten sollten Komponisten genau vermerken, wie geklopft werden soll. Notiert werden Noten mit einem x statt eines Notenkopfes. Klopfenⓘ

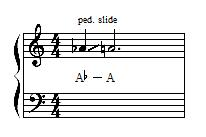
Mögliche Notation eines Pedalglissandos

#### Pedalglissando
Beim Pedalglissando oder Pedal-Slide wird eine Saite gezupft und der Ton unmittelbar danach durch Treten des zugehörigen Pedals erhöht oder erniedrigt. Diese Spieltechnik wird vor allem im Jazz benutzt und erzeugt eine Art Blue Note. Die Notation ist hier uneinheitlich. Pedalglissandoⓘ

#### Sonstige Klangeffekte
Es gibt zahlreiche weitere Spieltechniken. Vor allem percussive Elemente werden von modernen Komponisten gerne eingesetzt. Durch zu harte Schlägel können dabei jedoch Saiten und Instrumente beschädigt werden, und das Reiben von scharfen Gegenständen an den Saiten kann diese schnell abnutzen.

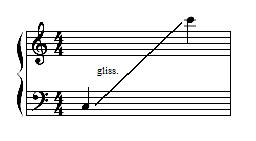
Notation eines Glissandos

### Glissandi
Beim Glissando werden viele Töne nacheinander mit demselben Finger gespielt, man „streicht“ sozusagen über die Saiten. Beim Aufwärts-Glissando können Zeige-, Mittel- oder Ringfinger benutzt werden, beim Abwärts-Glissando wird fast immer der Daumen benutzt. C-Dur Glissandoⓘ

#### Tonartglissandi

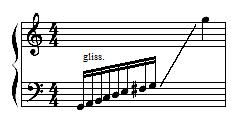
Notation eines Glissandos in einer bestimmten Tonart (hier G-Dur)

Anders als beim Klavier kann auf der Harfe in jeder Tonart ein Glissando gespielt werden. Dazu notiert man entweder die Töne der Tonleiter (als 32- oder 16tel), man schreibt die gewünschte Tonart bzw. Akkordart neben das Glissando oder bedient sich eines Harfendiagrammes, welches die für das Glissando benötigte Pedalstellung visuell darstellt.

#### Tonartglissandi mit enharmonischer Verwechslung
Um die Tonart noch zu verdeutlichen, können Töne durch enharmonische Verwechslung aus dem Klang „entfernt“ werden. Die störendsten Töne in einer Harmonie sind die Quarte und die Septime (der Leitton). Diese Töne werden dann erhöht oder erniedrigt. Will man beispielsweise ein Glissando in F-Dur spielen, so ist die Pedalstellung D-C-H♯--E♯-F-G-A. Die Septime E wird zu einem klingenden F, die Quarte B wird zu einem klingenden C. In manchen Tonarten ist es auch möglich die nicht so dissonante Sekunde (bzw. None) oder die Sexte zu verwechseln. In As-Dur ist die Pedalstellung dann D♯-C-H♯--E♭-F-G♯-A♭. Diese Möglichkeit wird allerdings nicht sehr oft verwendet. Steht in den Noten die Anweisung ein Glissando in einer Tonart zu spielen, so sind die Töne der Tonleiter gemeint. As-Dur Glissandoⓘ

#### Akkordglissandi

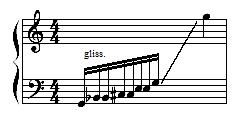
Mögliche Notation eines Akkordglissandos

Beim Akkordglissando werden so viele Töne enharmonisch verwechselt, bis nur noch Töne einer bestimmten Harmonie übrigbleiben. So können viele Dominantsept- und Nonenakkorde gespielt werden, vor allem aber verminderte Septakkorde. Die Pedalstellung für einen verminderten Septakkord über G lautet dann D♭-C♯-H♭--E-F♭-G-A♯. Es gibt unterschiedliche Möglichkeiten, diese Glissandi zu notieren:
- Man notiert alle Töne der Skala mit den entsprechenden Vorzeichen (also g-ais-b-...)
- Man notiert alle klingenden Töne (also g-b-cis-...)
- Man notiert die klingenden Töne und schreibt die Töne doppelt, die auch tatsächlich zwei Mal gespielt werden (also g-b-b-cis-cis-...)
- Man schreibt nur das Glissando und welche Harmonie klingen soll (also Glissando in g-vermindert)
- Man notiert nur das Glissando und gibt die Pedalstellung mit Hilfe von Salzedo-Zeichen an (also Glissando mit ^v^|-^-v)

Akkordglissandoⓘ

#### Andere Glissandi
Es gibt noch viele andere Skalen, die als Glissando gespielt werden können, zum Beispiel Ganztonskalen und pentatonische Skalen. Wichtig ist, dass die Skalen nur einfache Vorzeichen haben, also kein  oder .
Jedes Glissando kann auch mit den Fingernägeln gespielt werden. Dazu „wischt“ man mit einem oder mehreren Fingernägeln über die Saiten. Notiert wird ein Fingernagel-Symbol über dem Glissando.
Ein Glissando kann nicht nur mit einem Finger gespielt werden. Sind mehr Töne vorgegeben, so benutzt man den sog. „Scherengriff“. Zeige- und Mittelfinger bilden dann ein V und streichen parallel über die Saiten. Bei nur zwei Tönen werden aber lieber die Zeigefinger jeder Hand benutzt.

### Dämpfen
Da jeder Ton lange klingt (theoretisch sogar unendlich lange), ist es nötig, die Saiten von Zeit zu Zeit abzudämpfen. Dazu drückt man die flache Hand auf die klingenden Saiten. Vor allem am Ende eines Stückes wird mit beiden Händen gedämpft. Die Notation ist hier verschieden, meistens wird ein einfaches Coda-Zeichen gesetzt, wenn nur eine Hand dämpfen soll (meistens die linke die Basssaiten), zwei Coda-Zeichen stehen für komplettes Abdämpfen mit beiden Händen. Zusätzlich gibt es noch andere Dämpftechniken:

#### Étouffer
Beim étouffer (franz. für abwürgen, ersticken), auf Deutsch auch als „mit offener Hand“ bezeichnet liegt die flache Hand (nur links möglich) auf den Saiten auf. Die Saiten werden mit dem Daumen oder mit Daumen und 4. Finger (meist Oktavgriffe) gezupft. Beim Zupfen verlässt die Hand die Saiten ebenfalls. Werden mehrere Töne nacheinander auf diese Art gespielt, wird der alte Ton beim wiedereinsetzen automatisch abgedämpft. Diese Technik entspricht dem tenuto anderer Instrumente und wird deshalb auch so notiert. Im Jazz wird Étouffer gerne für einen Walking Bass benutzt. Étouffer-Tonleiterⓘ

#### Staccato
Will man auf der Harfe Töne staccato spielen, so kann man das nur, wenn man sie sofort nach dem Spielen wieder abdämpft. Dazu setzt man entweder denselben Finger, mit dem man den Ton gespielt hat, wieder auf in die Saite ein, oder man dämpft mit einem anderen Finger, möglicherweise auch mit einem Finger der anderen Hand. Es besteht auch die Möglichkeit, auf eine benachbarte Saite einzusetzen und die noch schwingende Saite mit einem anderen Teil des Fingers abzudämpfen. Zum Beispiel kann eine staccato-Tonleiter aufwärts so mit dem 2. Finger gespielt werden, dass die letzte gespielte Saite mit dem zweiten Glied des Fingers abgedämpft wird. Staccato-Tonleiterⓘ

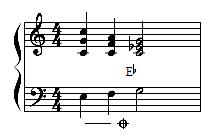
Der Ton e soll abgedämpft werden

#### Dämpfen einzelner Töne
Müssen Pedale getreten werden oder wechselt die Harmonie kann es sinnvoll sein, nur einzelne Töne abzudämpfen. Dazu setzt man einen oder mehrere Finger auf einzelne noch schwingende Saiten. Besonders wenn Basssaiten schwingen und dann durch die Pedale umgestimmt werden, entsteht ein unangenehmes Zischgeräusch. Notiert wird das Abdämpfen einzelner Töne ebenfalls mit Hilfe des Coda-Zeichens, der zugehörige Ton wird dabei markiert.

## Sonstiges
Die Spieltechnik auf einer Harfe ist nicht vergleichbar mit der auf einem Klavier, viele auf dem Klavier spielbare Tonfolgen lassen sich auf der Harfe nicht oder nur schwer spielen. Schnelle Akkordfolgen und zu ausgeprägte Chromatik sind auf der Harfe nicht möglich. Die Klangeffekte sind im Zusammenspiel mit anderen Instrumenten oft zu leise und werden daher meist nur in der Sololiteratur verwendet. Vor allem bei Solokonzerten kann die Harfe leicht im Klang des Orchesters untergehen.
Die Lagen der Harfe unterscheiden sich deutlich voneinander: Auf den Basssaiten sind schnelle Tonfolgen wie Triller oder Tonleitern nur schwer zu spielen; in hohen Lagen sind sehr weite Griffe und Flageoletttöne kaum möglich. Der größte Unterschied der Spieltechnik zu anderen Instrumenten ist die eingeschränkte Möglichkeit der Artikulation. Im Prinzip spielt die Harfe immer legato, für andere Artikulationen muss speziell gedämpft werden (siehe oben). Manche Komponisten schreiben deshalb gar keine Artikulation in die Harfenstimme, obwohl die Artikulation auch durch musikalischen Ausdruck deutlich gemacht werden kann.